# Nómada

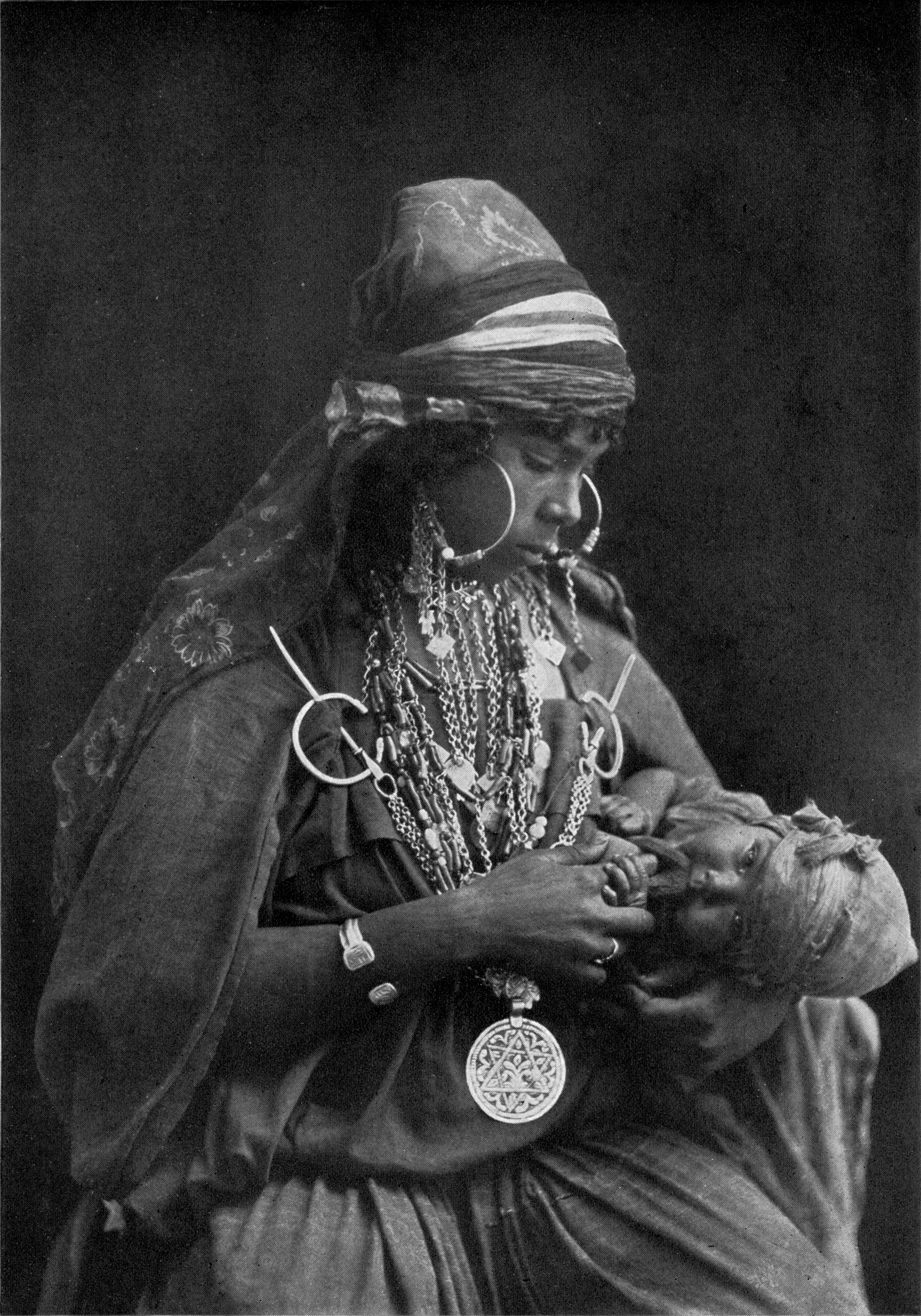
Una madre y su hijo de un pueblo beduino nómada (National Geographic)

Los nómadas (del griego: νομάδε, nómades), 'el que deja los rebaños en los pastos', adaptada al griego con ese sentido, pero con origen en el pueblo norafricano numida son las comunidades que se trasladan de un lugar a otro, en vez de establecerse permanentemente en un solo lugar. Se estima que, en el mundo, alrededor de 30 millones de personas pertenecen a pueblos nómadas.
Muchas culturas han sido tradicionalmente nómadas, pero su comportamiento tradicional es cada vez menos frecuente en los países industrializados. Por el contrario, todavía son de amplia presencia en regiones como el Tíbet o Mongolia, donde hay una mayor composición indígena. Algunas autoridades[¿cuál?] prefieren los términos no sedentario o migratorio, en lugar de nómada, para describir a grupos móviles de cazadores-recolectores. Existen pueblos seminómadas, que se mueven estacionalmente pero que poseen un hogar permanente.
El comportamiento nómada no implica una dirección errante, sino que se basa en centros temporales, cuya estabilidad depende de la disponibilidad de los alimentos y  de agua y de la tecnología para su explotación. Las nómadas se analizan en tres categorías, de acuerdo con la especialización económica: los cazadores-recolectores, pastores nómadas y los nómadas itinerantes, que ofrecen sus habilidades de un oficio, arte o comercio.
Son ejemplos de nómadas: pueblos cazadores-recolectores como los esquimales en Groenlandia, poblaciones amazónicas en Sudamérica, los chichimecas en México, los pueblos de pastores nómadas como los tuareg en el desierto del Sahara, pueblos beduinos árabes y algunas poblaciones de Asia Central. Numerosos grupos zíngaros o gitanos practican también este modo de vida en Europa.

## Nómadas

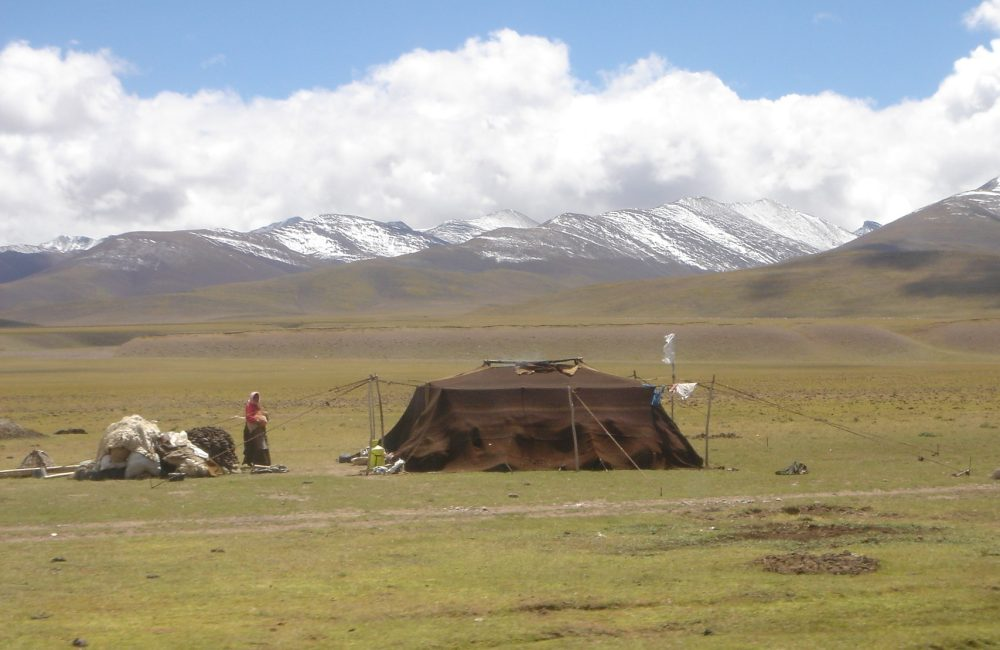
Pastores nómadas cerca del lago Namtso, en el Tíbet central (2005)

La prehistoria constituye el tiempo nómada por excelencia. Dicho factor permitió que todos los continentes fueran poblados ante el avance gradual del hombre primitivo en búsqueda de nuevos alimentos para su supervivencia o por alteraciones de fenómenos naturales (migración de las especies animales preferidas, extinción de las mismas, cambios geológicos y climáticos). Así, poblaciones de seres humanos se han adaptado a cambios climáticos como una glaciación y a territorios con pocos recursos como el desierto.
La dispersión humana habría comenzado hace unos dos millones seiscientos mil años desde el África. Hace 1 800 000 años se encontraba en el Medio Oriente. Hace 1 millón de años, se encontraba en Asia y en Europa. Hace 50 000 años, llegó a América y hace unos 40 000 años, a Oceanía. Estos dos últimos continentes son los de más reciente población humana. Por lo tanto, el poblamiento del planeta se dio en un tiempo muy largo y de manera muy lenta. Por ejemplo, para que el ser humano pasara de África al Medio Oriente tardó 800.000 años. Las formas de vivir, el desarrollo, la cultura y otros muchos detalles del ser humano prehistórico siguen llenos de misterios y son objeto de permanente estudio. Lo que se sabe de cómo vivió la humanidad prehistórica es en parte gracias a los pocos rastros arqueológicos dejados y a la observación del comportamiento de aquellos pueblos nómadas que han seguido fieles a esta milenaria forma de supervivencia.
Todos los pueblos de la prehistoria fueron nómadas antes de desarrollarse la agricultura y la ganadería, y muchos continuaron siéndolo aún después. Cazadores y recolectores que viajaban constantemente tras los animales de los cuales se alimentaban, guiados principalmente por su intuición. Si se considera que la Prehistoria es el tiempo más largo de la humanidad, se puede decir que el ser humano ha vivido más tiempo como nómada que como sedentario. Sin embargo, numerosos pueblos de la Tierra se asentaron después del desarrollo de la agricultura desde que el clima se volvió más estable a principios del Holoceno (hace aproximadamente 10 000 años).

## Características

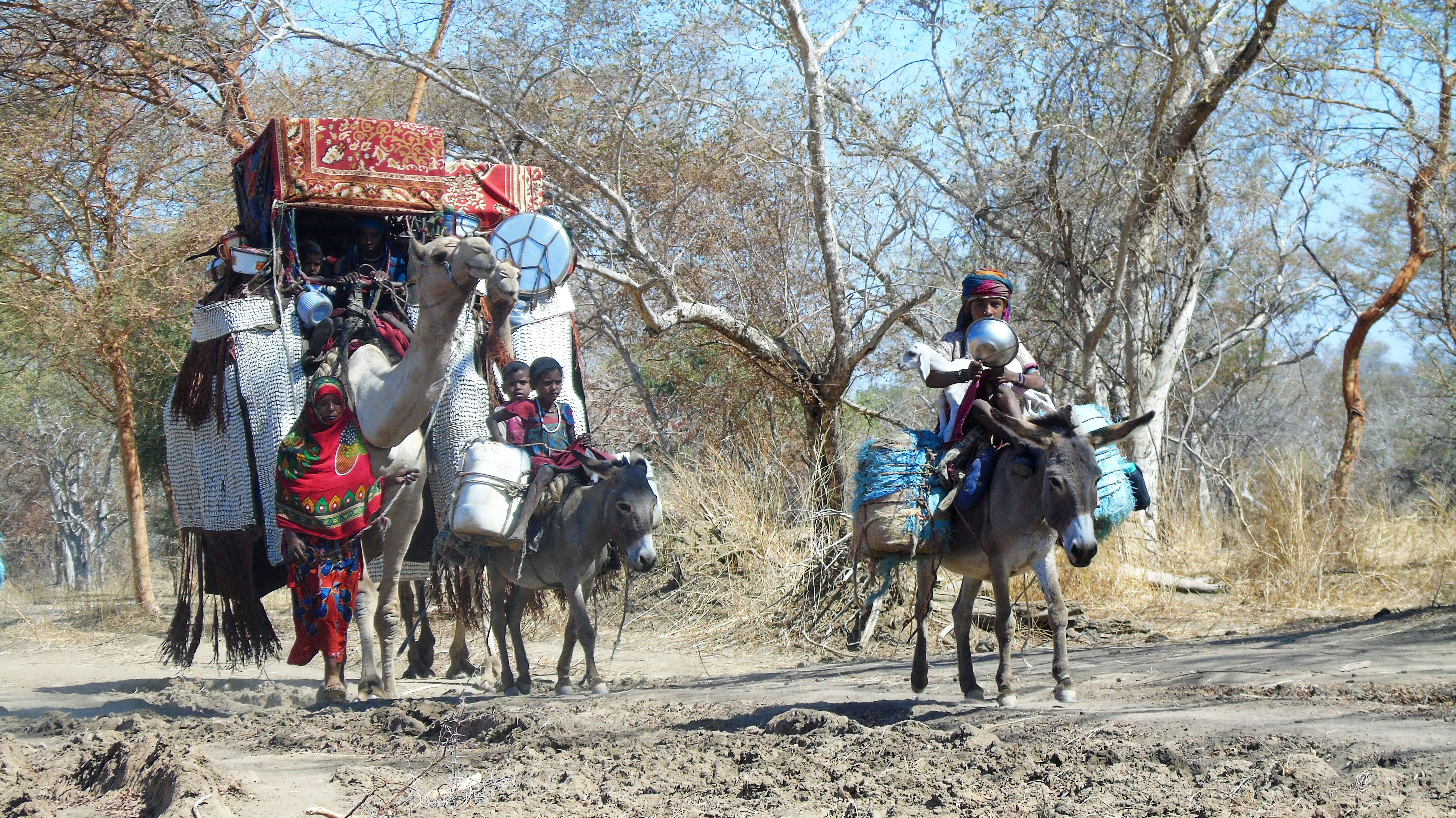
Caravana de nómadas en Chad

Si bien se dice que el nomadismo es el desplazamiento constante de un grupo humano, eso no quiere decir que sea indiferente a un determinado territorio. Por lo general, los pueblos nómadas guardan ciertos límites por lo largo tiempo dentro de una región y, por lo mismo, no existe en tiempos breves el caso de una tribu nómada que provenga, por ejemplo, del Amazonas y que termine en las pampas argentinas.
Dicho hábito, para una sociedad nómada, es un estilo de vida, una forma de subsistencia y posee una organización social, política, religiosa, administrativa y económica adaptada.  El término nomadismo designa las más antiguas formas de subsistencia y desarrollo humano. Es objeto de estudio de la historia, la antropología, la arqueología, la sociología y, especialmente, la etnografía. Desde un punto de vista de eficiencia y como desarrollo sostenible, es un estilo de vida congruente con el medio ambiente, pues consiste en mover la población hacia los recursos y no a la inversa.
Los pueblos nómadas son tan diversos como sus orígenes, los ambientes donde viven y la forma en que subsisten. Sin embargo, un pueblo nómada tiene por lo general una organización política, administrativa y económica menos elaborada que un pueblo sedentario. No es frecuente, por ejemplo, un líder absoluto (rey o gobernante) que ostente el poder político por mucho tiempo, dado que el grupo se mueve constantemente y sigue una lógica de autodeterminación, de acuerdo con las circunstancias.
Las tribus y clanes son la principal estructura organizativa. Las mismas se unen o se alían para responder a situaciones de amenaza, matrimonio, subsistencia y otras circunstancias. Los nómadas poseen por lo general una sociedad patriarcal, en la cual el padre y en general el anciano tienen una autoridad vertical, absoluta e incontestable. Es en general el anciano quien dice a dónde ir, dónde asentarse, cuándo partir, y seguir su consejo es símbolo de sabiduría.

### Cultura

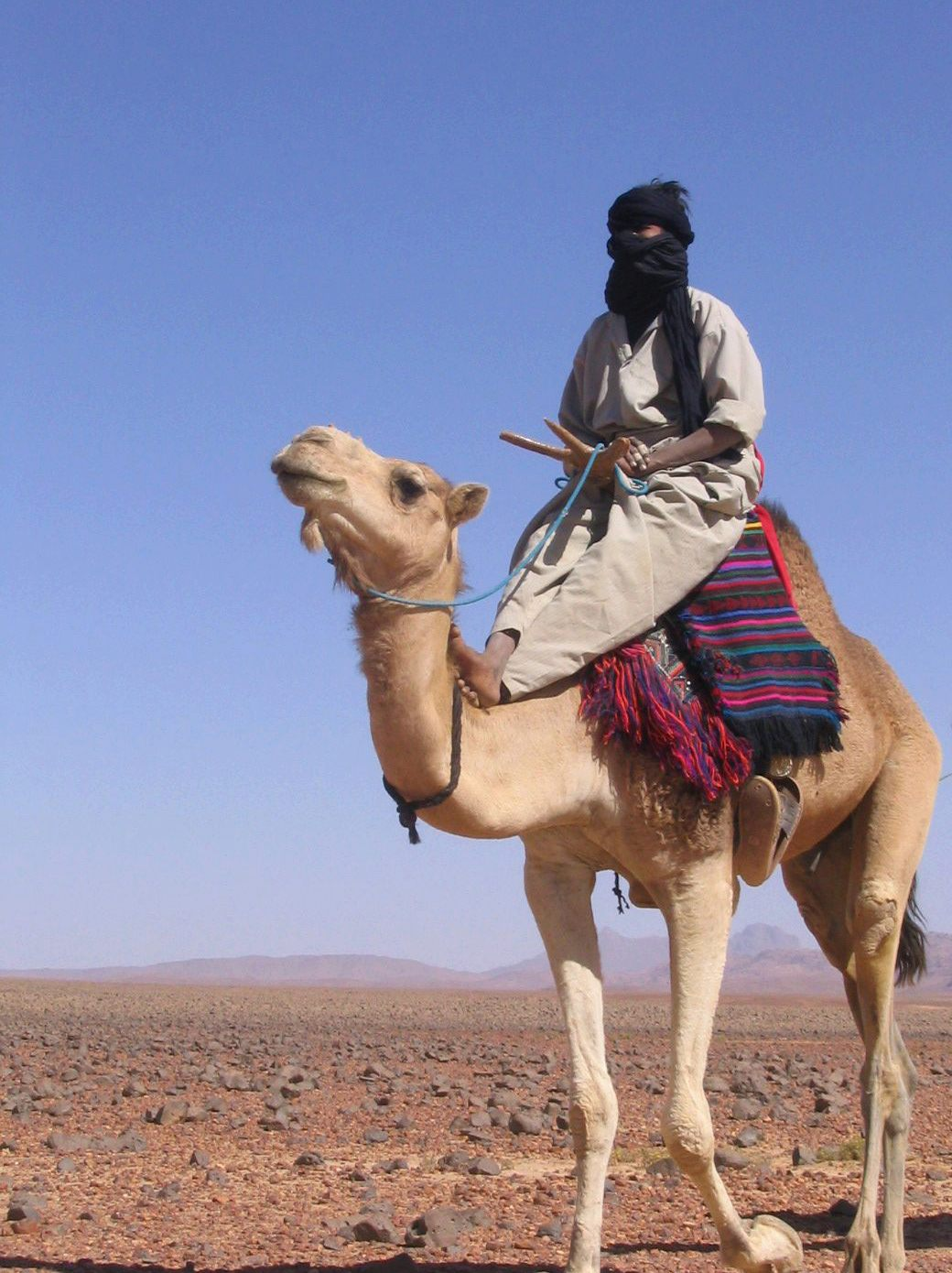
Beduino nómada

La manera despectiva con que muchas sociedades sedentarias miran a las tribus nómadas asociándolas con lo primitivo o marginal hace que se subvalore su identidad cultural. Las tribus nómadas poseen sus propios valores culturales, su arte, su música, la tradición oral y un sentido natural por la protección del medio ambiente. 
Acostumbrados a vivir en lo hostil, los nómadas cuidan de la naturaleza que saben que podrían necesitar en un futuro cercano y que conocen muy bien. Las amenazas contra el medio ambiente vienen por lo general de parte de las sociedades sedentarias. Si bien la escritura no es su  característica, las sociedades nómadas tienen un gran sentido de la tradición oral, y de allí que el relato ocupe un lugar central en su vida. En Persia y en la India, las lenguas indoeuropeas habladas por los pastores nómadas sustituyeron ampliamente a las lenguas dravídicas que se hablaban allí.

### Historia
Trazar la historia de un pueblo nómada no es fácil. La escritura, las inscripciones y otros elementos son atributos de las sociedades sedentarias. Aquello que se conoce de los pueblos nómadas en el pasado y en el presente viene de fuentes sedentarias. Uno de los testimonios más antiguos de tribus nómadas lo presenta la Biblia, especialmente en los relatos del Génesis y del Éxodo. A partir de Génesis 12, comienza el relato de Abraham, un personaje que para algunos estudiosos denota más bien el nombre de una tribu nómada del Medio Oriente. Dice el relato bíblico que Abraham partió de Ur de los Caldeos hacia la tierra de Canaán. El relato describe cómo debió ser la vida de las tribus nómadas en la región entre el 2000 a. C. y el 1000 a. C., tiempo en el que se registra una gran actividad humana y un desplazamiento de pueblos entre Mesopotamia y Egipto. Los descendientes de este Abraham, Isaac y Jacob continuaron siendo nómadas hasta que se asentaron definitivamente en Egipto, en lo que puede ser leído como un intento de sedentarización forzada por parte de los gobernantes de ese imperio y en lo que debió suceder en muchas ocasiones con otras tribus nómadas. El Éxodo narra cómo esta tribu nómada, obligada por los egipcios a la sedentarización, regresó al desierto y vivió por 40 años de nuevo como tribu nómada hasta las conquistas de Canaán. 
La arqueología es otra fuente del paso de los pueblos nómadas por la tierra y su actividad, siempre asociada a la caza. Por último, el testimonio viviente son los pueblos nómadas contemporáneos, descendientes de aquellos antiguos y que son hoy una fuente vital de estudio y comprensión del nomadismo.

### Agricultura
Un pueblo nómada que desarrolló la agricultura se vio obligado a permanecer en un territorio, de acuerdo con los tiempos del cultivo, y no solo de la caza o del pastoreo. Al permanecer más tiempo en dicho sitio, poco a poco lo cambia, abunda lo cultivado pero escasean o desaparecen caza indiscriminada, madera y plantas silvestres, el suelo se desgasta y erosiona, y cambian las especies que se pueden cultivar o tiene que desarrollar la agricultura nómada, y por tanto las costumbres nómadas cambian, encuentra nuevas necesidades, como intensificar el comercio o definir y defender el territorio para cultivar y, por lo tanto, se ve obligado a construir centros o fortalezas, que sentarán las bases del inicio del desarrollo de las ciudades.
En sitios donde las temporadas productivas se alternan con temporadas de descanso muy frías o secas para las plantas, los trabajadores agrícolas realizan una emigración golondrina que puede desembocar en una verdadera cultura nómada, si se reconoce que esta es la forma de vida más productiva y eficiente en estos climas.

### El paso al sedentarismo
La agricultura, la pesca y la ganadería pueden marcar la separación no siempre clara entre gente sedentaria y el nomadismo. Ese paso entre el nomadismo y el sedentarismo no es inmediato ni sencillo, es decir, no se puede decir que un pueblo nómada dejó de serlo en el transcurso de una cosecha, tampoco hay una sola vía de volverse sedentario. De hecho hay casos de pueblos que han abandonado la agricultura y se han convertido en nómadas, por ejemplo, los nativos americanos de las Grandes Llanuras, que abandonaron sus granjas para cazar bisontes, después de descubrir el caballo.
Ello implica diversos cambios tecnológicos, económicos y culturales que pueden ocurrir en el curso de décadas, siglos o milenios. Todos los pueblos humanos conservan rasgos de ambos estilos de vida y a veces no es fácil clasificarlos. Es posible que un mismo grupo humano se haya dividido en uno que prefirió ser sedentario y otro que continuó con el nomadismo. Es posible además que un pueblo nómada haya vivido periodos de sedentarización, pero retornó al nomadismo a causa de algún fenómeno natural o agresión de otro pueblo.
Otra causa de sedentarización, de la cual es testigo la época moderna, es la sedentarización forzada. Las sociedades sedentarias ven con frecuencia con sospecha a las sociedades nómadas y en tal caso las obligan a establecerse en un territorio determinado por la fuerza o con promesas, comportamiento que es de cualquier manera arbitrario.
Por otra parte, se presentan conflictos entre las nuevas sociedades sedentarias y los antiguos nómadas que llevan a disputas de control y manejo territoriales. El hecho que se diga que el pueblo nómada va de un lugar a otro, no significa que no considere como suya una determinada región. Como las aves migratorias que van de un punto a otro, muchos pueblos nómadas regresan a los mismos sitios. Al encontrar esos sitios habitados, es decir transformando el ecosistema en tierras agrícolas o industriales, no fue siempre pacífico.

## Amenazas y expectativas
En el mundo de hoy las tribus nómadas presentes en los cinco continentes se encuentran en declive y amenazados. Conflictos bélicos asociados por la posesión de la tierra, por ejemplo en África pero también por continuo auge de la industrialización con la incontrolada explotación de los recursos naturales que amenaza el medio ambiente. El fenómeno conocido como la globalización exige competitividad, obliga a la capitalización y otros tantos factores, es uno de los factores que pone en aprietos la existencia de los pueblos nómadas como tal. 
Algunos gobiernos pretenden asentar a sus tribus nómadas como un primer paso para el desarrollo. En ocasiones ello se lleva a cabo de manera violenta, en otros casos esto se da de manera coercitiva o prometiendo prebendas. 
La integridad de los pueblos nómadas pertenece a los derechos humanos, según la ONU tienen derecho a su identidad cultural, a desplazarse dentro de su territorio ancestral, aún si este incluye el territorio político de varios estados nacionales, que los niños nómadas tienen derecho a la educación y esta impartida de manera que, ello no les implique separarse de su tribu o clan y que la sedentarización es una decisión autónoma del grupo nómada y no debe ser impuesta desde la perspectiva sedentaria.

## Pueblos nómadas
| Continente | Territorio      | Pueblo nómada                    |
| ---------- | --------------- | -------------------------------- |
| América    | Argentina       | Pehuenche, Puelche, Kollas       |
|            | Colombia        | Nukak Makú, Wayúu                |
|            | México          | Chichimeca                       |
|            | Venezuela       | Wayúu, Yanomami                  |
| África     | Kenia           | Turkana                          |
|            | Sahara          | Tuareg, Saharaui                 |
|            | Mauritania      | Maurí                            |
|            | África central, | Pigmeos, Baka, Twa, Binga, Mbuti |
|            | África del sur, | Joisán                           |
| Asia       | Medio Oriente   | Beduino                          |
|            | Mongolia        | Mongol                           |
|            | Nepal           | Rají                             |
|            | India           | Gadulia lohar, Rabari            |
|            | Irán            | Kashgai                          |
|            | Turquía         | Yoruk                            |
|            | Afganistán      | Kochi                            |
| Europa     | Europa          | Zíngaro o Gitano                 |
|            | España          | Gitano                           |
|            | España          | Merchero                         |
|            | Grecia          | Sarakatsani                      |
|            | Groenlandia     | Esquimal (o Inuit)               |
|            | Siberia (Rusia) | Evenis                           |
| Oceanía    | Filipinas       | Aetas                            |